# Helicopsyche piora
Helicopsyche piora är en nattsländeart som beskrevs av Ross 1944. Helicopsyche piora ingår i släktet Helicopsyche och familjen Helicopsychidae. Inga underarter finns listade i Catalogue of Life.